# Nollingen
Nollingen ist ein Ortsteil der Stadt Rheinfelden in Baden-Württemberg. Der Ort liegt rund drei Kilometer vom Ufer des Hochrheins entfernt. Die ehemals selbstständige Gemeinde ist im Jahr 1901 mit Teilen der Gemarkung Karsau zu „Badisch Rheinfelden“ verschmolzen. Die Stadt Rheinfelden erhielt erst 1922 das Stadtrecht.

## Geografie

### Lage
Nollingen liegt im Talbecken zwischen Dinkelberg und Rhein nördlich von Rheinfelden und der Bundesstraße 316, von der die teilweise unterirdisch verlaufende Querspange, die Bundesstraße 34 mit der B 316 verbindet. Diese Querspange („Äußerer Ring“) trennt das Besiedlungsgebiet Nollingens von Rheinfelden. Durch den Ortskern verläuft die Landesstraße 143, die das nördliche und etwas höhere Oberdorf vom Unterdorf südlich der Durchgangsstraße trennt.

### Geologie
Im großen Steinbruch des Dinkelberghangs unmittelbar westlich des Dorfes sieht man die teils gebankten, teils plattigen Kalksteine des Oberen Muschelkalks. Diese bilden den Untergrund des Nollinger Berges, wobei etwa ab dem Hangweg in der Fortsetzung der Benzelgasse bereits jüngere Schichten, vorwiegend rote und grünliche Keupertone und -mergel, den Muschelkalk überlagern. Sie sind am Nollinger Berg allerdings weithin von Lösslehm bedeckt. Die Keuperdecke am Nollinger Berg reicht bis über die nördliche Gemarkungsgrenze hinaus.
Keuper erscheint aber im Nollinger Bann auch als Füllung eines etwa 200 Meter breiten Nord-Süd streichenden tektonischen Grabens (Minselner Graben), der im Wintertal bei Maulburg einsetzt und bei Nollingen den Südrand des Dinkelbergs erreicht. Es handelt sich um einen dieser für den Dinkelberg typischen, im Querschnitt keilförmigen Gräben, in denen in die Muschelkalktafel eingesackter Keuper der Abtragung entgangen ist. Die Wannengasse hat ihren Steilanstieg in dieser Grabenzone, die im Relief hier nicht deutlich als solche in Erscheinung tritt. Im Gewann Ritzenstiel und beim Letten hat man sogar noch jüngere Gesteine, die des Unterjura (Lias) angetroffen. Diese konnten in der geschützten Lage im Graben ebenfalls der Abtragung entgehen. Auf die Verkarstung des Oberen Muschelkalks weisen die Dolinen unmittelbar östlich der Wegespinne nahe dem Römischen Gutshof hin. Eine weitere Karsterscheinung ist die z. Zt. abgedeckte Karstquelle an der Oberen Dorfstraße.
Ein Großteil des Dorfes liegt in der Rheinebene auf der sog. Niederterrasse. Hier bilden lehmbedeckte Schotter der letzten Kaltzeit (Würm-Kaltzeit) den Untergrund. Bei der Einmündung der Zielgasse in die B316 und weiter bis zur Einmündung der Unteren Dorfstraße beobachtet man den steilen Abfall                 (das Hochgestade) dieser Terrasse, eines früheren Rheinufers, zu einem tieferen, dem jüngsten Niveau der Ebene, das der sich nacheiszeitlich in die Niederterrasse eintiefende Rhein geschaffen hat.

## Geschichte

### Ortsgeschichte
Im Jahr 752 wurde Nollingen erstmals in einer Urkunde des Klosters Sankt Gallen schriftlich erwähnt. Der als „Lollincas“ bezeichnete Besitz wurde von dem Alemannen Dudar an die Kirche geschenkt. Der Name wurde später in „Lollinga“ gewandelt und ging von „Lolingam“ zu „Nollingin“ über. Seit 1284 kennt man den Ort unter seinem heutigen Namen.
Im Ort bildete sich ein Rittergeschlecht, die sich 1202 als „Ritter von Nollingen“ bezeichneten. Unter ihrem Besitz war eine Wasserburg im Dorf. Das Adelsgeschlecht starb allerdings im 15. Jahrhundert aus. Teile der Besitztümer gehörten dem Adelsgeschlecht Beuggen. Mitbesitzer waren auch die Herren von Rötteln und von Wieladingen und das Kloster Himmelspforte. 1449 fiel die Herrschaft Rheinfelden und damit auch Nollingen an das Habsburgische Reich.

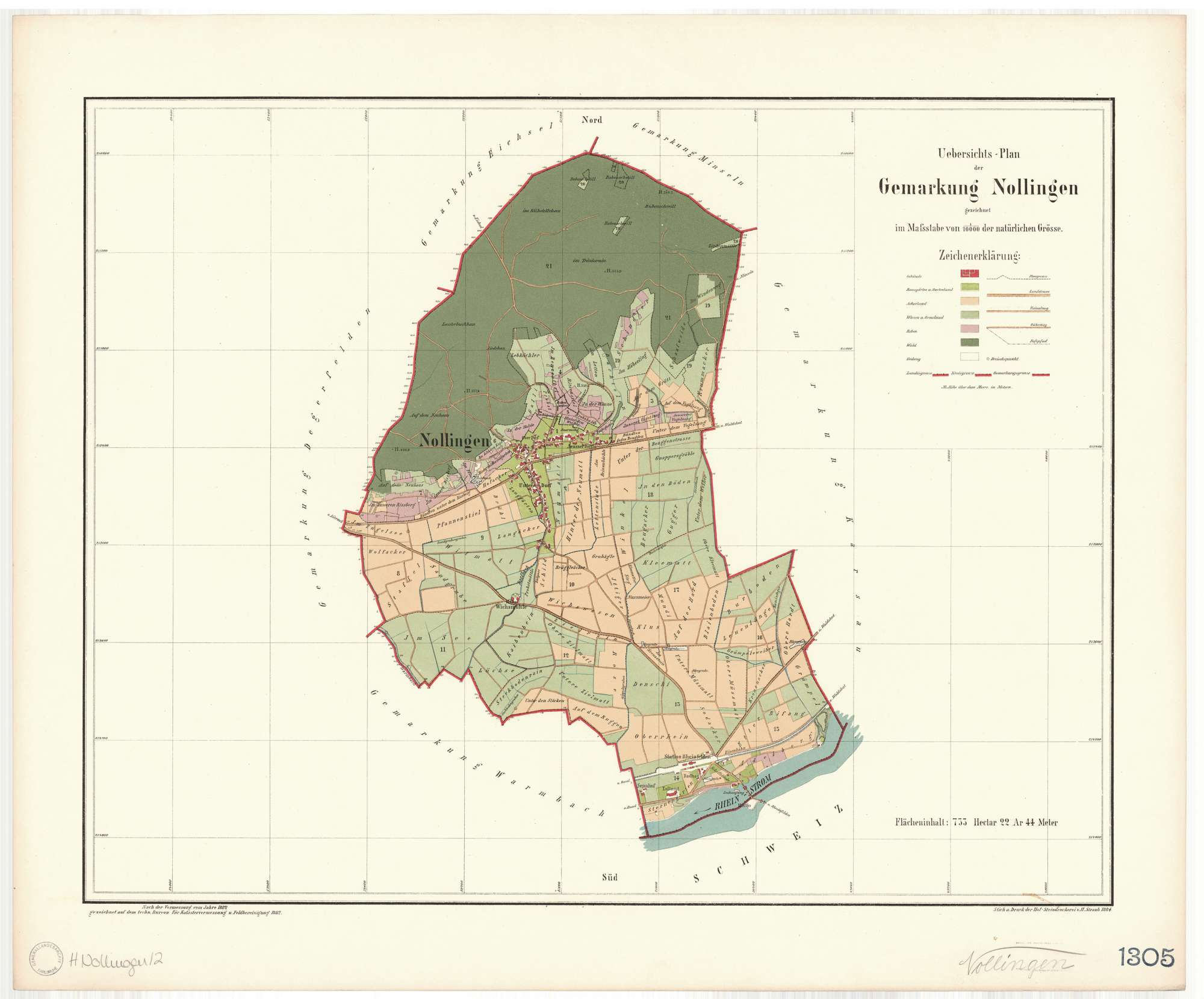
Karte von Nollingen (1882)

Seit dem 17. Jahrhundert war der Ortsvogt von Nollingen zugleich Obervogt der umliegenden Orte der Landschaft Rheintal der breisgauischen Kameralherrschaft Rheinfelden. In der Schlacht bei Rheinfelden 1638 wurde das Dorf durch Plünderungen stark in Mitleidenschaft gezogen.
Nach dem Friedensvertrag von Lunéville 1801 wurde das linksrheinische Fricktal von Österreich abgetrennt und der Schweiz zugeordnet. Die auf die Landschaft Rheintal reduzierte Kameralherrschaft Rheinfelden hatte ihren Verwaltungssitz von 1801 bis 1807 in Nollingen und wurde 1806 dem Großherzogtum Baden zugeschlagen. 1807 wurde aus dem Kameralamt Nollingen das badische Bezirksamt Beuggen geschaffen und der Sitz nach Beuggen verlegt.
Durch den Bau des Wasserkraftwerks Rheinfelden in den Jahren 1891 bis 1898 und der Ansiedlung von Industrie wurde aus dem Bauerndorf ein Doppelgemeinde mit Rheinfelden.

### Bevölkerungsentwicklung
Die Bevölkerung von Nollingen entwickelt sich wie folgt:
| Jahr      | 1595 | 1688 | 1755 | 1798 | 1803 |
| --------- | ---- | ---- | ---- | ---- | ---- |
| Einwohner | 160  | 46   | 440  | 521  | 529  |

|  |

1. ↑  (kriegstüchtige) Männer

## Politik

### Wappen
Ein eigenes Ortswappen hat Nollingen nicht. Allerdings wurde nach der Stadterhebung Rheinfeldens das Wappen der „Ritter von Nollingen“ für die Stadt beibehalten. Der Wappenschild zeigt einen aufgerichteten roten Löwe auf goldenem Grund, der in der linken Vorderpranke eine stilisierte rote Rose hält.

### Stadtteilbeirat
Im Gegensatz zu den Ortsteilen hat Nollingen keinen eigenen Ortschaftsrat, sondern einen Stadtteilbeirat, der aus sechs Mitgliedern und je einem Stellvertreter besteht. Dem Stadtteilbeirat steht ein Sprecher vor.

## Kultur und Sehenswürdigkeiten

### Natur und Sehenswürdigkeiten

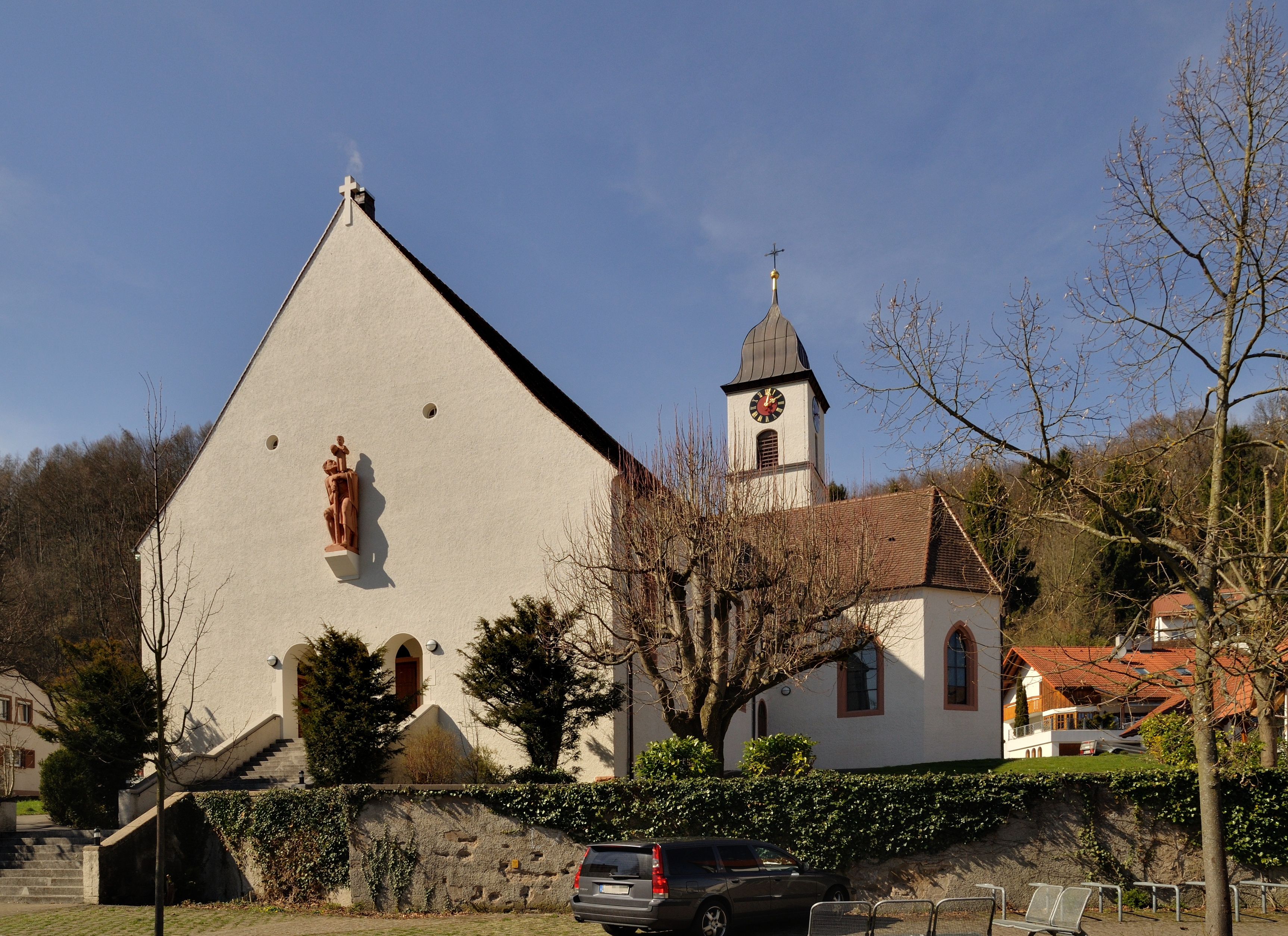
St. Felix und Regula

Die katholische Kirche St. Felix und Regula im Oberdorf geht auf eine Pfarreigründung im 8. oder 9. Jahrhundert zurück. Der älteste Teil der heutigen Kirche geht auf den Bau von 1415 zurück. Seither wurde die Kirche und ihr Inventar mehrfach erneuert. Hochaltar und Kanzel gehen auf den Stuckateur Jodok Friedrich Wilhelm zurück, der diese 1835 renovierte.

### Schule
Die Hebelschule ist die ortsansässige Grundschule. Der Altbau in der Ecke Beuggener Straße und Untere Dorfstraße wurde zu Beginn des 20. Jahrhunderts erbaut. Zusammen mit dem Neubau aus den 1990er Jahren nimmt die Schule aktuell rund 175 Schüler auf.

### Vereine
Der Musikverein Nollingen 1826 e.V. hat ein 35-köpfiges Aktivorchester.
Der Sportverein Nollingen e.V. wurde 1949 nach Ende des Zweiten Weltkrieges gegründet und im selben Jahr ein Notsportplatz angelegt. Die Frauen-Fußballmannschaft stieg 2016 in die Landesliga auf.
AM 10. Januar 2007 gründete sich die Schmiedezunft der Dorfschmiede Nollingen e.V. Vorangegangen war die Räumung und der Abriss der alten Dorfschmiede. Der Verein setzte sich zum Ziel, ein neues Gebäude zu erstellen, welches äußerlich der alten Schmiede entspricht und im Inneren funktional ähnlich gestaltet ist. Im Oktober 2009 konnte die neue Schmiede eingeweiht werden. In Aktionstagen wird dem interessierten Zuschauer das Schmiedehandwerk näher gebracht.
Nachdem im Jahr 1854 ein Großbrand 19 Wohnhäuser und zugehörige Ökonomiegebauten zerstörte und so 121 Personen obdachlos wurden, entschieden 67 Bewohner 1864 eine Freiwillige Feuerwehr zu gründen. 1966 wurde ein neues Feuerwehrhaus eingeweiht. Gegenwärtig hat die Abteilung Nollingen zwei Löschgruppenfahrzeuge und ein Mannschaftstransportfahrzeug. Insgesamt zählen 29 Personen zur Aktivmannschaft.
Im Jahre 1984 wurden die Berggeister Nollingen 1984 e.V. gegründet. Der über die Ortgrenzen hin bekannt und beliebte Verein setzt sich für die fastnächtliche Brauchtumspflege ein und zählt etwa 35 Aktivmitglieder.